# 呉淞鉄道
呉淞鉄道（ごしょうてつどう、中文表記: 吴淞铁路、英文表記: Woosung Railway）とは、清朝時代、上海から呉淞鎮までを結んだ鉄道。中国で初めての商業営業路線である。1876年（光緒2年）イギリス商人が許可を得ることなく建造し、開通から16ヵ月後に清朝の官吏に285,000両で買収され、撤去された。

## 沿革

### 建設の背景
1825年、イギリスで世界で初めて商業営業鉄道であるストックトン・アンド・ダーリントン鉄道が開通した。林則徐が1839年に編集した『四洲誌』、魏源が1844年に編集した『海国図誌』、徐継畬の『瀛環志略』などには、ヨーロッパ各国の鉄道建設の状況が記載されている。特に、1848年に書かれた『瀛環志略』には「造火輪車，以石鋪路，熔鐵為路，以速其行」（火輪車を造り、石で路をかぶせ、鉄を熔かして路を造り、速く行く）とある。
1863年7月（同治2年6月）、李鴻章は上海、蘇州一帯で太平天国の乱の鎮圧作戦に当たっていた。この時、上海の27の英仏商人が時の欽差大臣、江蘇巡撫である李鴻章に対して、上海から蘇州に至る鉄道の建設を要求し、太平天国を攻撃するのに有利になるとした。李鴻章はこれを総理衙門に建議するも、「絶対拒絶」の回答であった。
清朝政府に対し鉄道の優越性を宣伝するため、イギリス商人ドーランド (Durand) は北京の宣武門外に総延長0.5kmの狭軌「展覧鉄道」を自費で建設した。これはただ鉄道の原理を展示するだけで、実用性には乏しいものであったが、鉄道という新しいものを中国人は初めて見せられ、恐怖が北京市に充満したという。徐珂の『清稗類鈔』には、“英人杜蘭德於同治乙丑七月，以長可里許之小鐵路一條，敷於京師永寧門（宣武門）外之平地，以小汽車駛其上，迅疾如飛，京人詫為妖物。”(同治乙丑(きのとうし)7月、イギリス人のドーランドはおおよそ500mの短い線路を敷き、首都の永寧門（宣武門）の外にある平地で小さな汽車を走らせた。疾風の如き速さであり、北京の人々は怪物と
訝しんだ) とある。
後に歩軍統領衙門は“觀者駭怪”（見ている者は驚き怪しむ）としてあわてて鉄道を撤去し、やっと平静を取り戻した。

### 着工

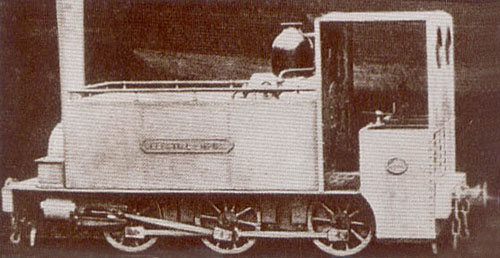
呉淞鉄道で使用されていた天朝号機関車

1860年代から上海在住のイギリス商人は上海租界から呉淞埠頭までの鉄道建設の準備を進めていた。上海租界は黄浦江のほとりにあり、呉淞は黄浦江が長江に流入する地点にあった。しかし、黄浦江は幅が狭く、船の往来も不便であった。特に、外国商人の大きな貨物船などは不便であった。これを解消するため、有利な場所に位置する呉淞を適当な港にすることとしたのである。ここは、建設する際に橋を建設する必要もなく、距離もわずか12mi（約20km）で、黄浦江を往来する船よりも距離が短い。イギリス商人はこの鉄道を上海市中心部と呉淞港の間に迅速な陸上交通手段を建設することにより、人と貨物の輸送が便利になると考えたのである。
1865年（同治4年）、イギリスとアメリカの商人はこの路線建設を要求し、当時の上海道台応宝時は承認したものの、結局7つの理由を挙げて拒否した。1866年（同治5年）、イギリスとアメリカの商人は駐上海イギリス領事トーマス・ウェードを通じ、黄浦江は幅が狭く、大型船は上海に停泊することができず、貨物の積み下ろしに不便であるという理由で、清政府の総理衙門に圧力をかけ、呉淞から上海に至る路線建設の許可を得ようとしたが、総理衙門はやはりこれを拒否した。
その後、何度も請求するも失敗に終わり、イギリスとアメリカの商人は「事後に承諾を得る。」ことを決めた。1872年（同治11年）、駐上海アメリカ副領事オリバー・ブラッドフォード (O.B. Bradford) は呉淞埠頭から上海までの狭軌鉄道の建設を発起した。多くのイギリスの商工団体も加わり、清朝政府の同意がないものの、上海で呉淞道路公司 (Woosung Road Co.) が成立した。そして、上海道台瀋秉成に申請した。この際、当公司は上海市区から呉淞までの「通常の道路」を建設すると詐称していた。瀋秉成は太平天国軍が上海に進行した際、外国人が上海を保護した功があり、また、鉄道を建設するとはしていないため、直接拒絶することが難しく、回答したのである。命を受けて上海県は告示を張り出し、呉淞道路公司は車両通行用道路を建設する権利があると公布したのである。

### 建設と開通

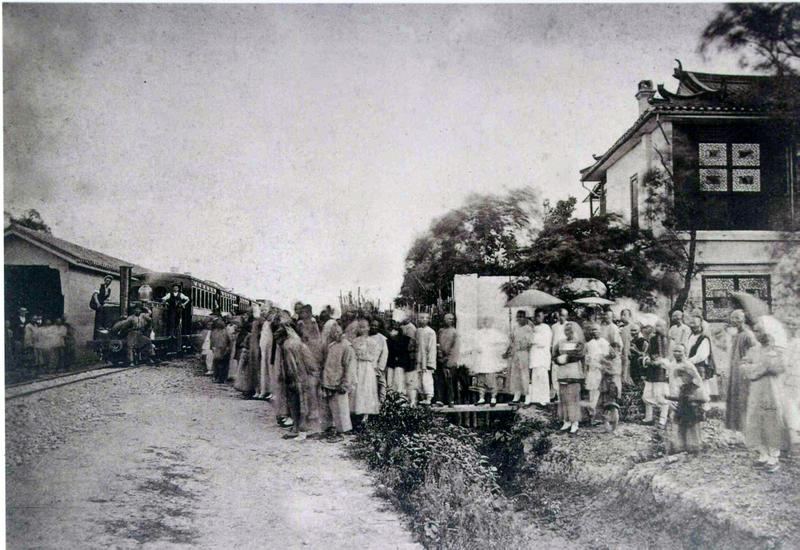
呉淞道路の開通

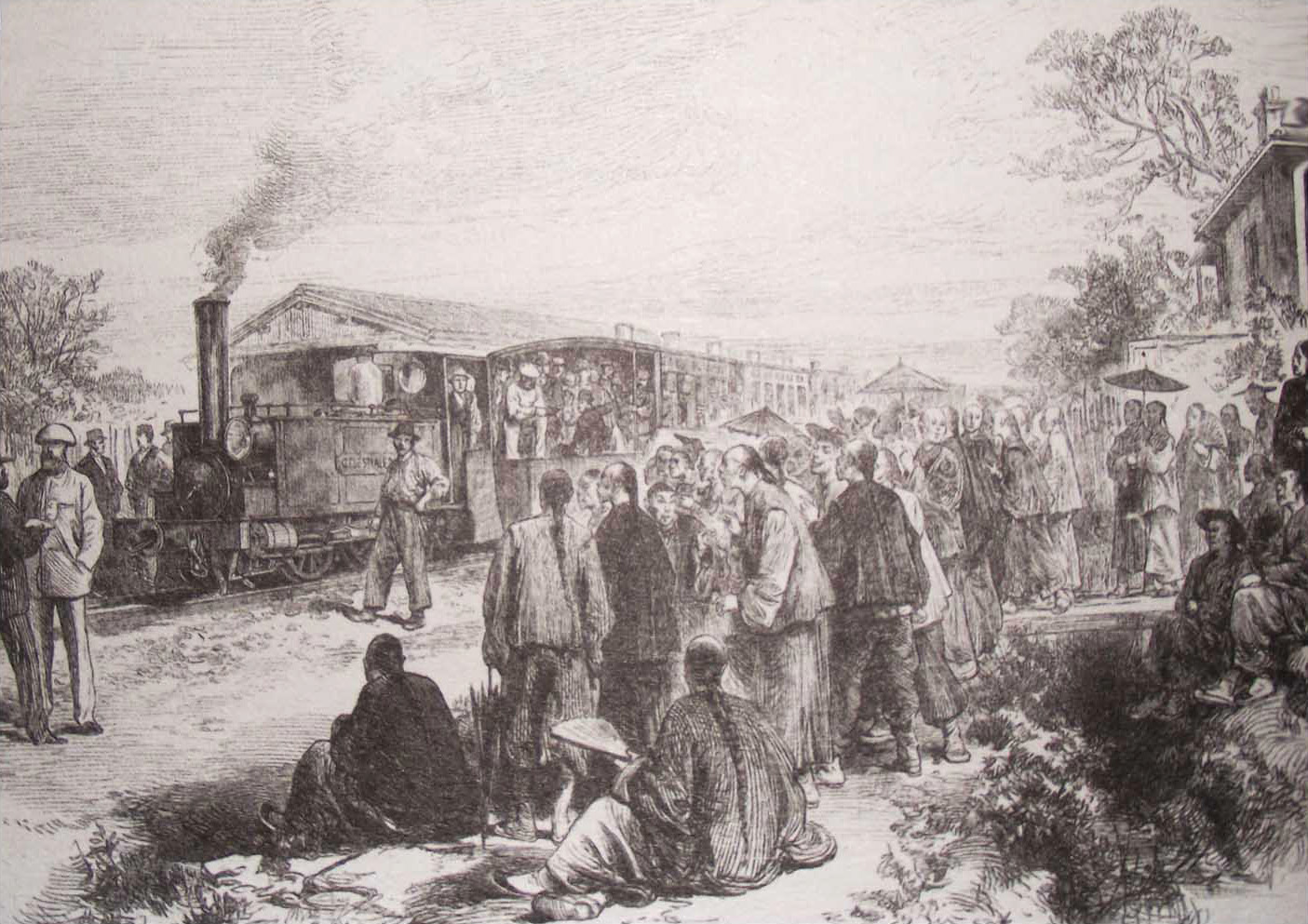
呉淞鉄道の開通（1876年9月2日、イラストレイテド・ロンドン・ニュース）

瀋秉成は「道路」の建設は許可したものの、地方政府は全く協力しなかったため、呉淞道路公司は自力で土地の買収問題を解決しなければならなかった。その結果、上海で民間人から私有の土地を購入することとしたが、所有者から全て高値でふっかけられ、特に墳墓やあばら家などが最大の障害となるなど、困難を極めた。同時に、鉄道建設により用水路や道路が寸断され、庶民の利益を損なうことから、強固な反対にあった。このような状況であったが、呉淞道路公司は上海から呉淞に至る9.25mi (14.88km)、幅約15yd (13.7m) の土地の買い上げを強行した。1873年3月（同治12年2月）、土地の所有権を獲得したことを発表し、「道路」を建設する権利があるとした。しかし、土地の買い上げにより、会社が資金不足に陥ったため、イギリス商人は1974年7月28日ロンドンで吴淞鉄路有限公司 (Woosung Railway Co., Ltd.) を登記・成立させ、吴淞道路公司は接収された。怡和洋行 (Jardine & Matheson) が中国における代理人となった。
1875年（光緒元年）、怡和洋行が「道路修理」の名目で、呉淞路の建設許可を得た。同年10月、イギリスからモリソン (G.J. Morrison) を吴淞鉄路有限公司の技師として招聘した。1876年（光緒2年）1月からレールの敷設を開始し、2月14日に試運転を開始した。使用した蒸気機関車はランソン&レイピア社 (Ransomes & Rapier) 製造、車軸配置0-4-0 (B) の「先導号」で、約4分の3マイルを走行した。数千名の民衆が蒸気機関車の試運転を見物した。上海道台である馮俊光はこの情報により騙されたことを知り、イギリス商人にしばらく鉄道建設を中止するよう命令し、勅命を奏請し再び議論するとした。1ヵ月後、イギリス商人はまだ回答のないまま残りの工事を再開した。同年4月、建設が完了する。6月12日、車軸配置0-6-0 (C) の「天朝号」で試運転を実施し、25mph（約40.2km/h）を記録した。7月1日、呉淞鉄道は正式に開通し、祝賀会が催された。翌日には現地の人を無料試乗に招待した。呉淞鉄道は路線長約9mi (15km)、軌間は30インチ (762mm)、レールは13kg/mである。路線上には橋梁が15本、排水溝が20ヵ所あった。信号設備は、指針式電報を使用した進行駅間閉塞を用いた。機関車は試運転に用いた車軸配置0-4-0の「先導号」(The Pioneer) 以外に「天朝号」(Celestial Empire)、「華国号」(Flowery Land)、「総督号」(Viceroy) があり、車軸配置はいずれも0-6-0 (C) であった。

### 事故と運行停止
汽車が運転開始後、現地の人の不満を引き起こした。彼らは、汽車は地方の安寧に影響を及ぼし、農作物や家畜の成長を阻害し、風水を破壊すると考えていた。1ヵ月後の8月3日、1人の人が汽車に轢かれて死亡した。現地の人は汽車の運転を阻止した。清朝政府の要求の下、鉄道は運行を中止した。汽車の運転士のイギリス人デビット・バンクス (David Banks) は過失致死としてイギリスの領事裁判で裁判にかけられた。彼は「汽車は、警笛を鳴らせて警告を発したが、なぜ被害者はレールから離れた後、もう一度レール上に戻ってきたのかわからない。」と言い、故意に自殺した疑いもあるとして、裁判の結果無罪釈放となった。
また、イギリス商人と満清の官吏は協議の結果、鉄道を清政府は285,000両で買収することとなり、1年半の期間で3回に分けて支払うこととなった。支払いが終了するまでは営業を継続するとした。同年12月1日に運転を再開し、1877年10月まで続いた。イギリス商人の記述によると、この時期の鉄道の運営は黒字であったという。10月20日、清政府は全ての金の支払いを終了し、最後の汽車は当日の午後に出発した。

### 廃線
鉄道が清政府に渡った後、レールは撤去された。レール、蒸気機関車、車両は台湾に運ばれ、現地の鉄道建設の準備がなされた。しかし、台湾鉄道はこれらを使用せず、台湾港に放置されたまま、荒廃した。
呉淞鉄道が撤去されてから20年後の1898年（光緒24年）に淞滬鉄道として再建された。